# Jürgen Litz
Jürgen Litz (født 8. oktober 1938 i Essen) er en tysk tidligere roer og olympisk guldvinder.
Litz, der roede for RC Germania Düsseldorf, var med i otteren, der i 1959 vandt sølv ved de vesttyske mesterskaber. Han kom derpå med i en firer med styrmand sammen med Gerd Cintl, Horst Effertz, Klaus Riekemann og styrmand Michael Obst, og denne besætning repræsenterede Tyskland ved OL 1960 i Rom som favoritter, idet forskellige tyske sammensætninger i bådtypen havde domineret EM siden forrige OL. I indledende heat vandt de da også planmæssigt og var med ny olympisk rekord mere end fem sekunder hurtigere end næstbedste båd. De vandt også semifinalen sikkert, og finalen vandt de ligeledes sikkert med et forspring på to et halvt sekund til Frankrig på andenpladsen, mens Italien blev nummer tre.
For OL-guldet i 1960 modtog Litz Vesttysklands fineste sportshæder, Silbernes Lorbeerblatt, samme år.

## OL-medaljer
- 1960:  Guld i firer med styrmand